# Terheijden (gemeente)
De gemeente Terheijden is een voormalige gemeente in het westen van Noord-Brabant. De hoofdplaats van deze gemeente was Terheijden. Daarnaast omvatte ze Wagenberg en een gedeelte van Langeweg. 
Terheijden was een zelfstandige heerlijkheid die een onderdeel was van de Baronie van Breda. In 1328 kreeg Terheijden een schepenbank (rechtbank) die bestond uit een schout en zeven schepenen. Ook Zonzeel had een eigen schepenbank. In de 15e eeuw is Zonzeel ten gevolge van ernstige overstromingen, waarvan de Sint-Elisabethsvloed in 1421 de bekendste is, geheel verloren gegaan. Later is daar Langeweg ontstaan.
Op 1 januari 1997 vond een gemeentelijke herindeling plaats, waarbij de gemeente Terheijden werd opgeheven. Terheijden en Wagenberg werden samengevoegd met de dorpen Made, Drimmelen, Lage Zwaluwe, Hooge Zwaluwe, Helkant, Blauwe Sluis en Oud-Drimmelen tot de gemeente Made, die een jaar later Drimmelen ging heten.
Het Terheijdense gedeelte van Langeweg ging over naar de gemeente Zevenbergen, waartoe de rest van Langeweg al behoorde. Deze gemeente onderging na een jaar eveneens een naamswijziging onderging: dit is nu de gemeente Moerdijk.